# Cyclosa zhangmuensis
Cyclosa zhangmuensis là một loài nhện trong họ Araneidae.
Loài này thuộc chi Cyclosa. Cyclosa zhangmuensis được miêu tả năm 1987 bởi Hu & S. Q. Li.